# 1683 en littérature
| Années de la littérature : 1680 - 1681 - 1682 - 1683 - 1684 - 1685 - 1686    |
| Décennies de la littérature : 1650 - 1660 - 1670 - 1680 - 1690 - 1700 - 1710 |

Cet article présente les faits marquants de l'année 1683 en littérature.

## Événements
- 17 mai  : Jordaan Luchtmans (1652-1708) s'établit comme libraire et éditeur indépendant à Leyde[1]. Il est à l'origine des Éditions Brill.
- 21 juillet : De cive et le Léviathan, de Thomas Hobbes sont condamnés par l’université d'Oxford[2].
- 4 novembre : mariage d'André Dacier et Anne Le Fèvre à Charenton[3].
- 7 décembre : Algernon Sydney, auteur des Discours sur le gouvernement publiés de manière posthume en 1698, est exécuté à Tower Hill pour sa participation au complot de Rye-House[4].

- Les frères Likhoudis, ou Lykoudes, Grecs, enseignent à Moscou la logique et la physique d’Aristote[5].

## Parutions
- 19 mars : achevé d'imprimer de la seconde édition de l'ouvrage de Fontenelle, Nouveaux dialogues des morts, Paris, Claude Blageart, 1683 (présentation en ligne). La première édition chez Gabriel Quinet à Paris est du 4 février. Une troisième édition parait à Lyon chez Thomas Amaulry le 15 septembre.

- Nicolas Boileau, Œuvres diverses du sieur D*** : Avec Le traite du sublime ou Du merveilleux dans le discours, traduit du grec de Longin, Paris, Claude Barbin, 1683 (présentation en ligne), nouvelle édition des œuvres poétiques de Boileau, comprenant les neuf premières Satires, les huit premières Épîtres, l'Art poétique, les six chants du poème héroï-comique Le Lutrin, la traduction de Longin et la lettre à Vivonne.
- Guy Patin, Lettres choisies de feu Monsieur Guy Patin, docteur en médecine de la Faculté de Paris, et professeur au Collège de France. : Dans lesquelles sont contenues, plusieurs particularités historiques sur la vie et la mort des savants de ce siècle, sur leurs écrits, et sur plusieurs choses curieuses, depuis l’an 1645 jusqu’en 1672, Francfort [Genève], Jean-Louis Du Four, 1683 (présentation en ligne) (à La Haye chez Adrian Moetjens).

- Nicolas Malebranche, Méditations chrétiennes et métaphysiques, vol. 1, Cologne, Baltasar d'Egmond, 1683 (présentation en ligne), en fait édité en Hollande par Elzevier sur les presses de Blaeu. L'ouvrage est saisit par la censure à Paris et à Rouen[6].
- Abbé Du Prat, Vénus dans le cloître : ou la Religieuse en chemise, Cologne, Jacques Durand, 1683 (présentation en ligne), roman érotique d'éducation sexuelle pour jeunes filles.

## Naissances
- 25 mai : Elijah Fenton, poète anglais († 16 juillet 1730).

## Décès
- 10 juillet : François Eudes de Mézeray, historien et historiographe français (né en 1610).
- 31 juillet : Martin von Kempe, poète, historien de la littérature et traducteur allemand (° 1642).